# Roman Chagba
Roman Oczanowicz Chagba, ros. Роман Очанович Хагба (ur. 23 lipca 1964 w Gudauta, Gruzińska SRR, ZSRR) – rosyjski piłkarz pochodzenia abchaskiego grający na pozycji napastnika.

## Kariera piłkarska

### Kariera klubowa
W 1983 roku rozpoczął karierę piłkarską w miejscowym klubie Dinamo Suchumi, skąd w 1985 przeniósł się do Torpeda Kutaisi. W 1987 występował w barwach trzech gruzińskich klubów Guria Lanczchuti, Dinamo Suchumi i Dinamo Tbilisi. W 1988 roku został zaproszony do Metalista Charków, w którym zdobył Puchar ZSRR, ale latem powrócił do Dinama Suchumi. W 1992 został piłkarzem Żemczużyny Soczi. W latach 1994–1995 bronił barw malezyjskiego klubu Malacca FA. W 1996 najpierw grał w amatorskim zespole Tiekstilszczik Barysz, a w następnym sezonie przeszedł do klubu Dinamo-Żemczużyna-2 Soczi. W 1998 zakończył karierę piłkarską w drugoligowym klubie Łokomotiw-Tajm Mineralne Wody.

## Sukcesy i odznaczenia

### Sukcesy klubowe
- mistrz Rosyjskiej Pierwszej Ligi: 1992
- mistrz Drugiej Ligi ZSRR: 1989
- brązowy medalista Rosyjskiej Drugiej dywizji, grupy Południowej: 1998
- zdobywca Pucharu ZSRR: 1988